# B. C. Schiller
B. C. Schiller ist ein Autoren-Duo aus Österreich, bestehend aus dem Ehepaar Barbara und Christian Schiller. Das Paar wurde vor allem im deutschsprachigen Raum mit Psycho-Thrillern bekannt. Sie erstellen ihre Buchveröffentlichungen als Selbstpublikationen über die Self-Publishing-Plattform CreateSpace.com und dem damit assoziierten Kindle Direct Publishing für E-Books, von denen jährlich geschätzt etwa 150.000 gekauft werden. Übertroffen werden sie nur von Selbstpublikationen englischsprachiger Autoren, von denen zum Teil sogar über 1 Million Exemplare abgesetzt werden. Mittlerweile wurden laut Amazon.de alleine über Kindle 250.000 E-Books verkauft.

## Autoren
Barbara Schiller arbeitete als Marketingagentin für Unternehmen in Osteuropa. Ihre teilweise abenteuerlichen Erlebnisse in osteuropäischen und ex-sowjetischen Staaten dienen als Hintergrundinfos für die Storys. Sie ist als Hundetrainerin tätig.
Christian Schiller veröffentlichte Bücher und Radiofeatures über kriminelle Schriftsteller wie Jean Genet oder William Burroughs. Für diese Sendungen interviewte er unter anderem den österreichischen Serienmörder Jack Unterweger.

## Werk
B. C. Schiller verfassen Thriller, die ein düsteres Bild der heutigen Gesellschaft zeichnen, in der auch Polizisten am Rande der Legalität agieren, um das Böse auszumerzen. Neben stark emotionellen Charakteren spielen auch osteuropäische Länder mit Oligarchen und korrupten Systemen eine große Rolle.
B. C. Schillers Bücher Töten ist ganz einfach und Freunde müssen töten, wurde bei Amazon.de zum Jahresbestseller 2012 in der Kategorie Thriller und Psycho-Thriller ernannt.
Ihr Roman Die Fotografin erreichte am Veröffentlichungstag Platz 1 der Amazon.de-Bestsellerliste für E-Books.

## Veröffentlichungen
DAVID-STEIN-REIHE
- 2012 Der Hundeflüsterer
- 2013 Schwarzer Skorpion
- 2015 Rote Wüstenblume
- 2016 Russisches Mädchen
- 2017 Fremde Geliebte
- 2018 Eisige Gedanken

TONY-BRAUN-REIHE
- 2011 Töten ist ganz einfach
- 2012 Freunde müssen töten
- 2013 Alle müssen sterben
- 2014 Der stille Duft des Todes
- 2015 Totes Sommermädchen
- 2015 Rattenkinder
- 2016 Rabenschwester
- 2017 Stiller Beobachter
- 2018 Strandmädchentod
- 2019 Stilles Grabeskind

TARGA REIHE
- 2017 Targa (Der Moment, bevor du stirbst)
- 2018 Immer wenn du tötest

LEVI-KANT-REIHE
- 2018 Böses Geheimnis
- 2019 Böse Tränen

ANA-ORTEGA-REIHE
- 2019 Mädchenschuld

ANDERE
- 2013 Die Fotografin
- 2014 Die Schwester
- 2021 Dunkelsteig